# 弥生町 (春日井市)
弥生町（やよいちょう）は愛知県春日井市中南部にある町名。現行行政地名は弥生町1丁目及び弥生町2丁目と弥生町。

## 地理
- 東部を上条町、南部を王子町、北部と西部を月見町、北東部を八事町と隣接している。

### 河川
- 地蔵川 ： 町の北部を東西に西流する。

## 歴史

### 沿革
- 1948年（昭和23年） - 春日井市和爾良の一部をもって成立[1]。
- 1973年（昭和48年） - 月見町・八事町・上条町との境界変更を行う[1]。
- 1979年（昭和54年） - 町域に春日井市立上条小学校開校[1]。

## 世帯数と人口
2019年（平成31年）4月1日現在の世帯数と人口は以下の通りである。
| 町丁・丁目  | 世帯数  | 人口    |
| ----------- | ------- | ------- |
| 弥生町      | 27世帯  | 49人    |
| 弥生町1丁目 | 203世帯 | 455人   |
| 弥生町2丁目 | 518世帯 | 1,021人 |
| 計          | 748世帯 | 1,525人 |

### 人口の変遷
国勢調査による人口の推移
| 1995年（平成7年）  | 1,651人 | [ 6 ]  |  |
| 2000年（平成12年） | 1,589人 | [ 7 ]  |  |
| 2005年（平成17年） | 1,679人 | [ 8 ]  |  |
| 2010年（平成22年） | 1,621人 | [ 9 ]  |  |
| 2015年（平成27年） | 1,596人 | [ 10 ] |  |

## 学区
市立小・中学校に通う場合、学区は以下の通りとなる。また、公立高等学校に通う場合の学区は以下の通りとなる。
| 町丁・丁目  | 番・番地等 | 小学校                 | 中学校               | 高等学校 |
| ----------- | ---------- | ---------------------- | -------------------- | -------- |
| 弥生町      | 全域       | 春日井市立上条小学校   | 春日井市立中部中学校 | 尾張学区 |
| 弥生町1丁目 | 全域       | 春日井市立鳥居松小学校 | 春日井市立柏原中学校 | 尾張学区 |
| 弥生町2丁目 | 全域       | 春日井市立鳥居松小学校 | 春日井市立柏原中学校 | 尾張学区 |

## 交通

### 最寄り駅
- JR中央本線 春日井駅

### 道路
- 愛知県道25号春日井一宮線 ： 町の東部を南北に通っている。

## 施設
- 春日井市交通児童遊園（北緯35度14分33.2秒 東経136度58分37.5秒 / 北緯35.242556度 東経136.977083度）
- 弥生公園（北緯35度14分34.2秒 東経136度58分41.1秒 / 北緯35.242833度 東経136.978083度）
- 春日井市立第一保育園（北緯35度14分26.1秒 東経136度58分50.3秒 / 北緯35.240583度 東経136.980639度）
- 春日井市立上条小学校（北緯35度14分23.6秒 東経136度58分50秒 / 北緯35.239889度 東経136.98056度）
- 東春朝鮮初中級学校（北緯35度14分23.3秒 東経136度58分44.8秒 / 北緯35.239806度 東経136.979111度）

## その他

### 日本郵便
- 郵便番号 : 486-0838[4]（集配局：春日井郵便局[13]）。